# Amerykanie pochodzenia słowackiego
Amerykanie pochodzenia słowackiego – obywatele lub rezydenci Stanów Zjednoczonych, których przodkowie pochodzą ze Słowacji, imigranci z tego kraju oraz osoby mające wśród przodków Słowaków.
W spisie ludności przeprowadzonym w 1990 roku Amerykanie pochodzenia słowackiego byli drugą pod względem liczebności słowiańską grupą etniczną w USA. Obecnie społeczność ta liczy około 1,2 mln ludzi (Słowaków liczy się razem z ludźmi deklarującymi pochodzenie Czechosłowackie).

## Historia
Pierwsze fale migrantów ze Słowacji przybywały do Stanów Zjednoczonych w latach 70. XIX wieku. Do 1905 roku było ich już około 50 000. Słowacy opuszczali rodzimy kraj z powodów ekonomicznych i politycznych, spowodowanych uciskiem ze strony Węgrów w ramach państwa austro-węgierskiego. Większość imigrantów stanowili rolnicy i górnicy. Osiadali głównie w miastach i miasteczkach południowo-zachodniej Pensylwanii i we wschodniej części Ohio. Do dziś w części z tych miasteczek żyje wiele osób pochodzenia słowackiego, na przykład w Connellsville w Pensylwanii.